# Ongle gel
Les ongles en gel sont différentes couches de gel recouvrant les ongles, fixées à l'aide pinceaux et de lampes UV ou lampes LED. Cela permet de renforcer les ongles naturels ou de réaliser des extensions à l'aide de chablons ou de capsules pour avoir les ongles plus longs. Ce type d'ongle est plus difficile à retirer. 
Pour avoir des ongles en gel, il est possible de se rendre chez une prothésiste ongulaire ou de se les faire soi même.